# The Eighth Mountain
The Eighth Mountain es el duodécimo álbum de estudio de la banda italiana  de power metal sinfónico Rhapsody of Fire. Fue lanzado el 22 de febrero del 2019 por medio de AFM Records.
Es el primer capítulo de The Nephilim's Empire Saga, una nueva saga escrita por el tecladista y miembro fundador Alex Staropoli y el guitarrista Roby de Micheli. Es el primer álbum conceptual sobre una saga desde From Chaos to Eternity de 2011, y es la primera saga que no es escrita por el ex-guitarrista y miembro fundador de la banda Luca Turilli, quien dejó la banda el mismo año. Es también el primer álbum de estudio de la banda donde no participan los miembros de toda la vida; el vocalista Fabio Lione, así como el baterista Alex Holzwarth desde Symphony of Enchanted Lands de 1998, quienes dejaron la banda en 2016. Ambos fueron reemplazados por Giacomo Voli y Manu Lotter respectivamente, aunque este sería el único álbum de estudio donde participaría este último.
El 11 de enero de 2019 se estrenó el video musical de "Rain of Fury".

## Lista de canciones
Todas las letras fueron escritas por Giacomo Voli, Roby de Micheli y Alex Staropoli; toda la música fue compuesta por Alex Staropoli. 

| N.º | Título                                                             | Duración |  |
| 1.  | «Abyss of Pain» (Abismo de Dolor)                                  | 0:48     |  |
| 2.  | «Seven Heroic Deeds» (Siete Hazañas Heroicas)                      | 4:47     |  |
| 3.  | «Master of Peace» (Amo de la Paz)                                  | 5:31     |  |
| 4.  | «Rain of Fury» (Tempestad de Furia)                                | 4:09     |  |
| 5.  | «White Wizard» (Mago Blanco)                                       | 4:56     |  |
| 6.  | «Warrior Heart» (Corazón de Guerrero)                              | 4:29     |  |
| 7.  | «The Courage to Forgive» (El Coraje Para Perdonar)                 | 4:54     |  |
| 8.  | «March Against the Tyrant» (Marcha Contra el Tirano)               | 9:22     |  |
| 9.  | «Clash of Times» (Choque de Tiempos)                               | 4:41     |  |
| 10. | «The Legend Goes On» (La Leyenda Sigue Adelante)                   | 4:44     |  |
| 11. | «The Wind, The Rain and the Moon» (El Viento, La Lluvia y la Luna) | 5:22     |  |
| 12. | «Tales of a Hero's Fate» (Relatos del Destino de un Héroe)         | 10:47    |  |

| Bonus track japonés |                                   |          |  |
| N.º                 | Título                            | Duración |  |
| 13.                 | «Rain of Fury» (Versión japonesa) | 4:09     |  |

## Concepto
La narración póstuma del fallecido Christopher Lee al final del álbum explica el concepto: 

"En epocas pasadas, el Imperio Nefilim reinaba la tierra. Pero cayeron de la gracia. Alguna vez sus esclavos, la humanidad floreció, y derroco a sus dioses. Los Nefilim fueron purgados de la tierra y desterrados a la oscuridad. Por siglos observaron y esperaron. El Imperio Nefilim resurgiría algún día. Y cuando resucitaron de las cenizas, formaron una alianza con una raza altamente evolucionada, conocidos como Los Konstruktos. Juntos, aniquilaron hasta el último remanente de ADN Homo sapiens. A pesar del genocidio, el sueño de la humanidad se levantara de nuevo. El tiempo fluye como un rio, pero hay muchas corrientes. El fin de la carne ha llegado ante mí, pues el Imperio está lleno de violencia y odio. Admiren, destruiré al imperio y a aquellos dentro de el. ¡Me convertí en la muerte, destructor de mundos!"

A diferencia de sus sagas predecesoras Emerald Sword Saga y The Dark Secret Saga, esta saga no toma como base las novelas clásicas de fantasía heroica creadas por J. R. R. Tolkien, tomando en su lugar inspiración del mito de los nefilim descrito en la Biblia, mezclándolo con elementos relacionados con mitos de fantasía heroica que siguen un rumbo mucho más trágico y crudo (al menos en el primer álbum) sin perder del todo la vibra positiva que caracteriza a la banda.
La narración mantiene parte del toque de las narraciones antiguas de la banda, pero siendo menos especifica al describir la trama. Esto es, evidentemente, debido a que esta narración no fue hecha teniendo en mente la historia del álbum, sino que la historia se adaptó para que ambas encajaran. En los últimos párrafos de la narración se puede notar inspiración de diversas frases de varios autores. 
La parte "El tiempo fluye como un rio, pero hay muchas corrientes." esta probablemente inspirada en una de las frases del escritor japonés Yasunari Kawabata, la cual dice: 

Pasó el tiempo. Pero el tiempo fluye en muchas corrientes. Como un río, una corriente interior...

Por otro lado, la parte "El fin de la carne ha llegado ante mí, pues el Imperio está lleno de violencia y odio. Admiren, destruiré al imperio y a aquellos dentro de él." tiene una inspiración mucho más clara en la Biblia, específicamente en el versículo Genesis 6:13, el cual dice: 

Y dijo Dios a Noé: El fin de toda carne ha venido delante de mí; porque la tierra está llena de violencia delante de ellos; y he aquí que yo los destruyo a ellos con la tierra.

Esta inspiración es especialmente destacada, pues es el preludio para el diluvio universal, en dicho diluvio perecieron todos los seres de la tierra exceptuando a aquellos que se encontraban en el arca de Noé, incluidos los Nefilim. En este caso, la versión de la narración da a entender que perecerán todos aquellos que formen parte del Imperio, aunque no necesariamente por un diluvio como en la Biblia.
Finalmente, la última parte "¡Me convertí en la muerte, destructor de mundos!" es una cita textual de la famosa frase dicha por el físico teórico Robert Oppenheimer, quien a su vez citaba el texto sagrado hindú Bhagavad-gītā.

## Recepción
El álbum recibió críticas generalmente positivas. La página de habla inglesa Metal Wani le dio al álbum un 8 de 10 argumentando que, "En su duodécimo disco de larga duración, ‘The Eighth Mountain’, Rhapsody of Fire lanza un hechizo familiar pero poderoso que debería hacer que los fanáticos del metal de fantasía épica reclamen por sus dados de 20 lados."
Joe Geesin de la página de habla inglesa "Get Ready to Rock" le dio al álbum una crítica positiva "No es tan himnico ni progresivo como lo eran a mediados de los 2000, pero eso no impide que sea una gran escucha. Pesado pero edificante, sinfónico, conceptual, shred, orquestal y lleno de coros. ¿Cómo no amarlo?"

## Formación
Toda la información proviene del folleto del álbum.
Rhapsody of Fire
- Alex Staropoli – teclados, producción, ingeniería, grabación, arreglos orquestales y de coros, compositor, letras.
- Roby De Micheli – guitarras, compositor, letras.
- Alessandro Sala – bajo.
- Giacomo Voli – voz principal, letras.
- Manu Lotter – batería.

Personal adicional
- Christopher Lee – narración póstuma en la pista 12.
- Manuel Staropoli – flauta, oboe barroco.
- Manuel Tomadin – clavecín.
- Vito Lo Re – director de orquesta, composición.
- Bulgarian National Symphony Orchestra – orquesta.

Coros
- Alex Mari, Angelo Guidetti, Beatrice Bini, Chiara Tricarico, Enrico Correggia, Fabio Sambenini, Gabriele Gozzi, Marco Vincini, Monica Marozzi, Niccolò Porcedda, Raffaele Albanese, Stefano Ciceri, Stefano Corradini.

Producción
- Karsten Koch – fotografía.
- Alex Charleux – carátula.
- Sebastian "Seeb" Levermann – ingeniería, grabación, mezcla, masterización.
- Marco Straccioni – grabación, mezcla (orquesta).
- Maurizio Assenti – diseño.

## Lugar en la tabla de posiciones
| Tabla de posiciones (2019)    | Posición más alta |
| ----------------------------- | ----------------- |
| Bélgica (Ultratop valona)     | 148               |
| Francia (SNEP)                | 185               |
| Alemania (Offizielle Top 100) | 22                |
| Italia (FIMI)                 | 88                |
| Suiza (Schweizer Hitparade)   | 25                |

## Curiosidades
- Es el primer álbum de la banda donde no aparecen ni se hace referencia a seres míticos en la portada del álbum. Al mismo tiempo, es el segundo álbum contando From Chaos to Eternity de 2011, donde no aparece un dragón en la portada desde Rain of a Thousand Flames del 2001.
- Es el primer álbum de estudio del grupo donde no existe una canción homónima al nombre del álbum.
- Durante la segunda mitad de la canción "March Against the Tyrant" se puede escuchar una versión de guitarra del estribillo de la canción "Warrior Heart", teniendo un significado a nivel historia.